# Tim Anderson

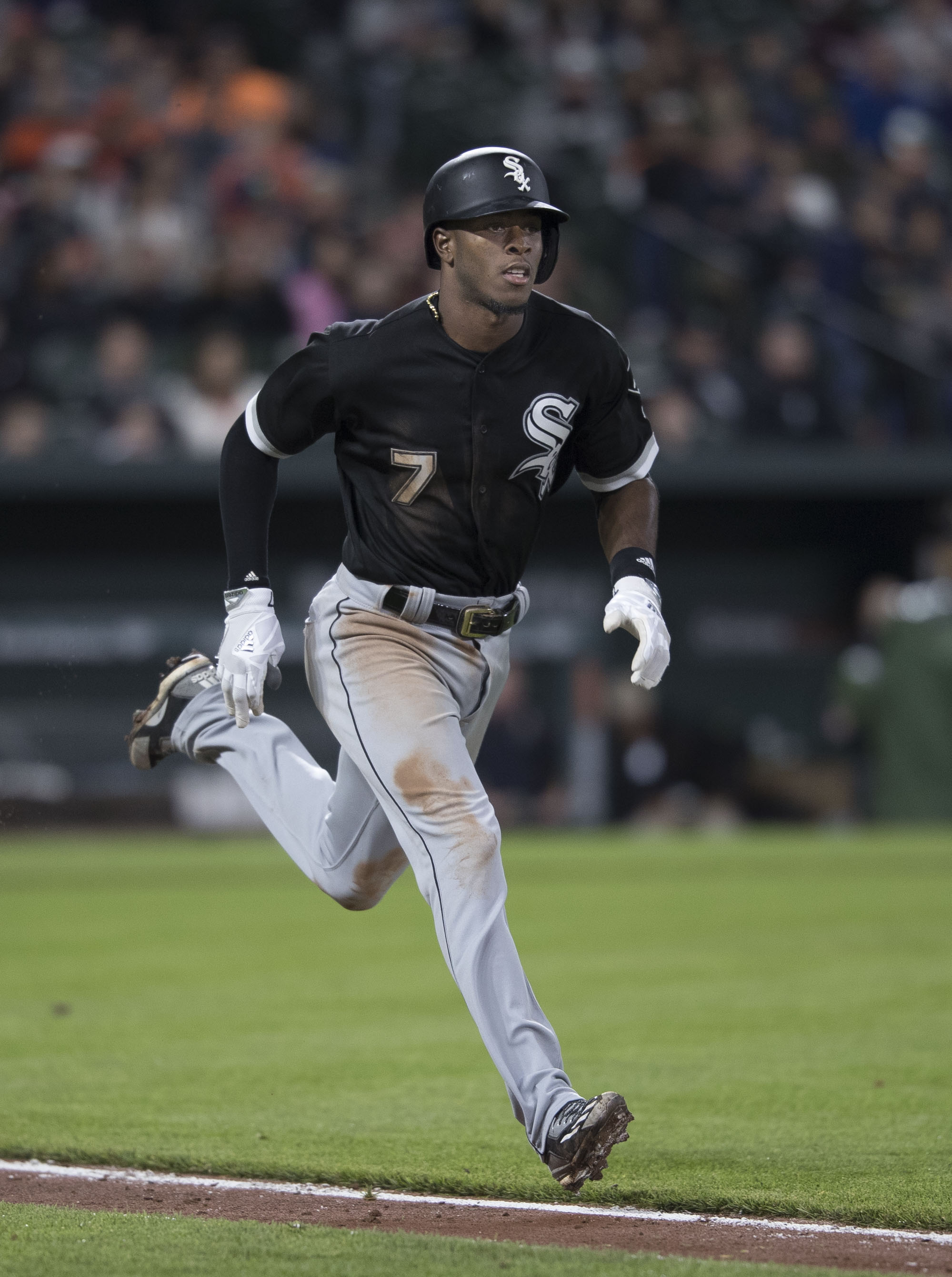
Tim Anderson, 2017.

Timothy Devon "Tim" Anderson Jr., född 23 juni 1993 i Tuscaloosa i Alabama, är en amerikansk professionell basebollspelare som spelar som shortstop för Chicago White Sox i Major League Baseball (MLB).
Han hade tänkt att studera på University of Alabama at Birmingham men blev då vald av White Sox i 2013 års MLB-draft. Anderson kom på andra tankar och skrev på ett proffskontrakt med White Sox efter de erbjöd honom en kontant bonus på 2,164 miljoner amerikanska dollar.
Anderson har vunnit en Silver Slugger Award.